# Bergamasca (pecora)
La Bergamasca è una razza di pecore italiana allevata soprattutto per la produzione di carne.
Originaria delle valli bergamasche e in particolare del territorio di Clusone, è allevata soprattutto nel bergamasco e in altre aree del Nord Italia e dell'Italia centrale dove si è diffusa anche per la produzione di incroci con altre razze. Questa pecora ha anche una buona resa di lana, ma di qualità mediocre.